# Echidna xanthospilos
Echidna xanthospilos är en fiskart som först beskrevs av Bleeker, 1859.  Echidna xanthospilos ingår i släktet Echidna och familjen Muraenidae. Inga underarter finns listade i Catalogue of Life.